# توني كوك
توني كوك (بالإنجليزية: Tony Cook)‏ (17 سبتمبر 1976 في المملكة المتحدة - ) هو لاعب كرة قدم بريطاني في مركز الوسط. لعب مع كولتشستر يونايتد ونادي تشيلمسفورد وبركهامستد تاون ‏ وهيميل هيمبستيد تاون وويفنهو تاون ‏ وTring Athletic F.C. ‏.